# Ближний (Кемеровская область)
Ближний — упразднённый посёлок в Промышленновском районе Кемеровской области. На момент упразднения входил в состав Плотниковского сельского поселения. Исключён из учётных данных в 2000 году.

## География
Посёлок располагался в истоке реки Большая Каменка (левая составляющая реки Каменка), на расстоянии приблизительно 1 км по прямой к юго-востоку от посёлка Плотниково.

## История
Возник как одно из производственных отделений совхоза «Заря».
Законом Кемеровской области от 25 октября 2000 года № 708 посёлок исключен из учётных данных.

## Население
| 1970 | 1979 | 1989 |
| ---- | ---- | ---- |
| 172  | ↘57  | ↘7   |